# Wat Pathum Wanaram

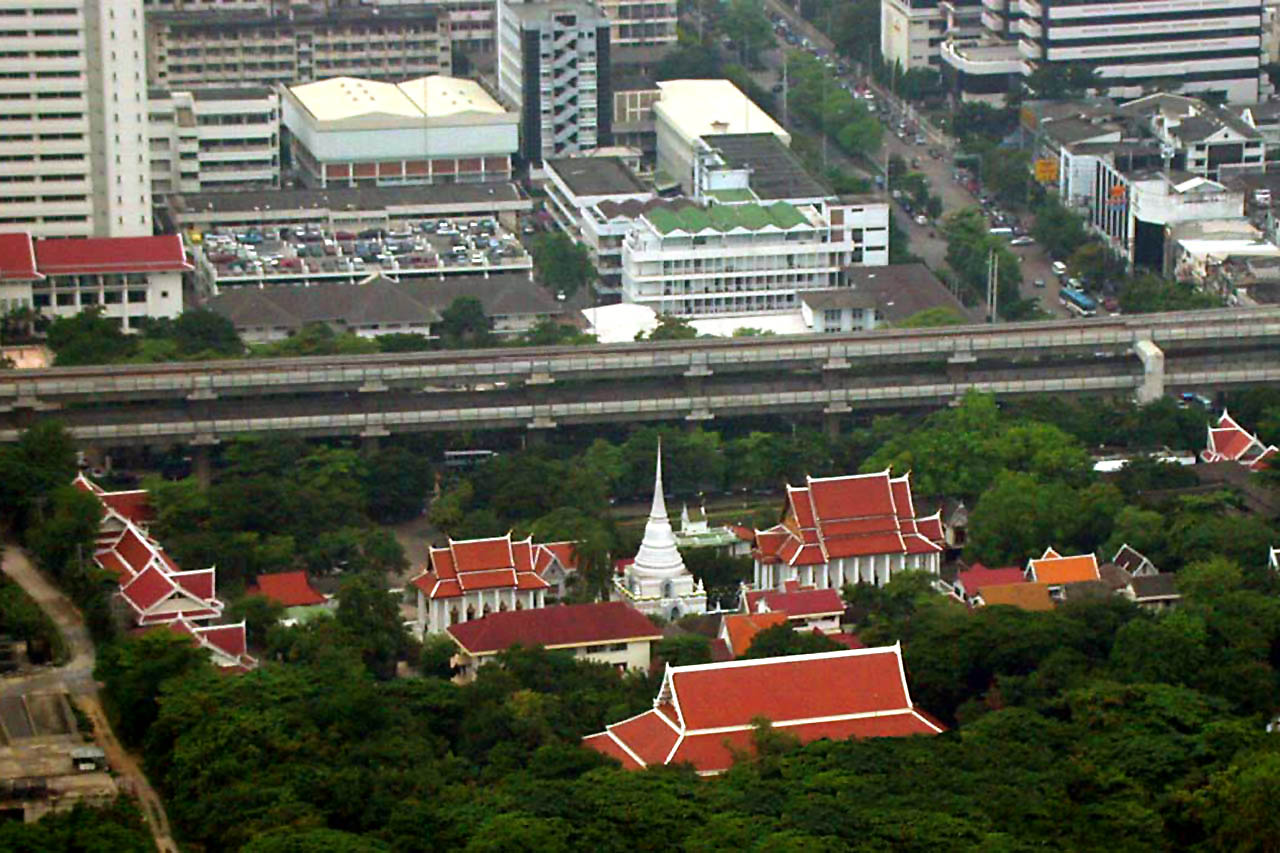
Vanaf grotere hoogte de tempel gezien

Wat Pathum Wanaram (Thai: วัดปทุมวนาราม) is een boeddhistische tempel in Bangkok, Thailand. Het is gelegen in het district Pathum Wan, tussen de winkelcentra Siam Paragon en CentralWorld en tegenover Siam Square. De tempel werd opgericht in 1857 door koning Mongkut, als een plaats van aanbidding nabij zijn paleis, Sa Pathum. In de tijd dat de tempel werd opgericht bestond de omgeving voornamelijk uit rijstvelden, alleen toegankelijk via de khlong Saen Saeb. De tempel is een koninklijke tempel van de derde klasse. De hele naam van de tempel is Wat Pathum Wanaram Ratcha Wora Viharn, maar deze wordt nauwelijks tot nooit gebruikt.
Bij de tempel is de Phra Meru Mas gelegen, een reconstructie van het crematorium van de overleden prinses Srinagarindra. Na haar crematie op Sanam Luang in maart 1996 werden haar overblijfselen overgebracht naar dit gebied in een uitgebreide processie. Het crematorium is een uniek voorbeeld van het oude vakmanschap met sierlijke sjablonen en gelakte sculpturen. Het vertegenwoordigt de berg Meru, de hemelse woonplaats van de goden.